# Rhizoecus insularis
Rhizoecus insularis är en insektsart som beskrevs av Hambleton 1976. Rhizoecus insularis ingår i släktet Rhizoecus och familjen ullsköldlöss. Inga underarter finns listade i Catalogue of Life.